# Fossora (singolo)
Fossora è un singolo della cantautrice islandese Björk, pubblicato il 27 settembre 2022 come quarto estratto dal decimo album in studio Fossora.
Il brano è stato realizzato in collaborazione con Kasimyn, con cui la cantante aveva già lavorato in Atopos.

## Video musicale
Il video musicale è stato pubblicato il 30 marzo 2023, ed è stato diretto da Björk, Viðar Logi, M/M (Paris) e Futuredeluxe.